# Acronychia brassii
Acronychia brassii är en vinruteväxtart som beskrevs av Thomas Gordon Hartley. Acronychia brassii ingår i släktet Acronychia och familjen vinruteväxter. Inga underarter finns listade i Catalogue of Life.